# Euagrotis simplaria
Euagrotis simplaria là một loài bướm đêm trong họ Noctuidae.